# Амблев
Амбле́в (устар. Амблева; фр. Amblève), в верховьях — Амел (нем. Amel) — река в Бельгии, протекает по провинции Льеж. Правый приток реки Урт. Длина реки около 90 км. Площадь бассейна реки составляет 1070 км².
Начинается при слиянии двух ручьёв в лесном массиве между деревнями Хонсфельд, Хеппенбах и Хепшейд на высоте около 600 метров над уровнем моря. Течёт в общем западном направлении через Фалендер, Амблев, Дейденберг, далее огибает с севера гору высотой 587 метров. Затем протекает через Линьевиль и город Ставело. Далее течёт на северо-запад по долине с обрывистыми берегами через Шене, Стумон, Сунье-Ремушан. Впадает в Урт справа у городка Комлен-о-Пон на высоте около 100 метров. Уклон реки — 5,5 м/км. Ширина реки вблизи устья — 20 метров, глубина — 2 метра.
На севере долина Амблева отделена от бассейна Ведра хребтом Веке, на юге — массивом Тайль от верховий Урта. В верховьях больше половины площади бассейна занято сельскохозяйственными землями, в среднем течении преобладает лес. В 2009 году вдоль реки проживало около 27 тысяч человек.
Основные притоки — Харце (лв), Льенн (лв), Роанне (пр), Баде (лв), Сальм (лв), О-Руж (пр), Вархе (пр), Рехт (лв), Эммельс (лв), Модершейдербах (пр).